# جيمس د. غرين
جيمس د. غرين (بالإنجليزية: James D. Green)‏ هو سياسي أمريكي، ولد في 8 سبتمبر 1798 بمالدن في الولايات المتحدة، وتوفي في 18 أغسطس 1882 بكامبريدج في الولايات المتحدة. انتخب عضو مجلس نواب ماساتشوستس.